# Parque Estadual de Dois Irmãos

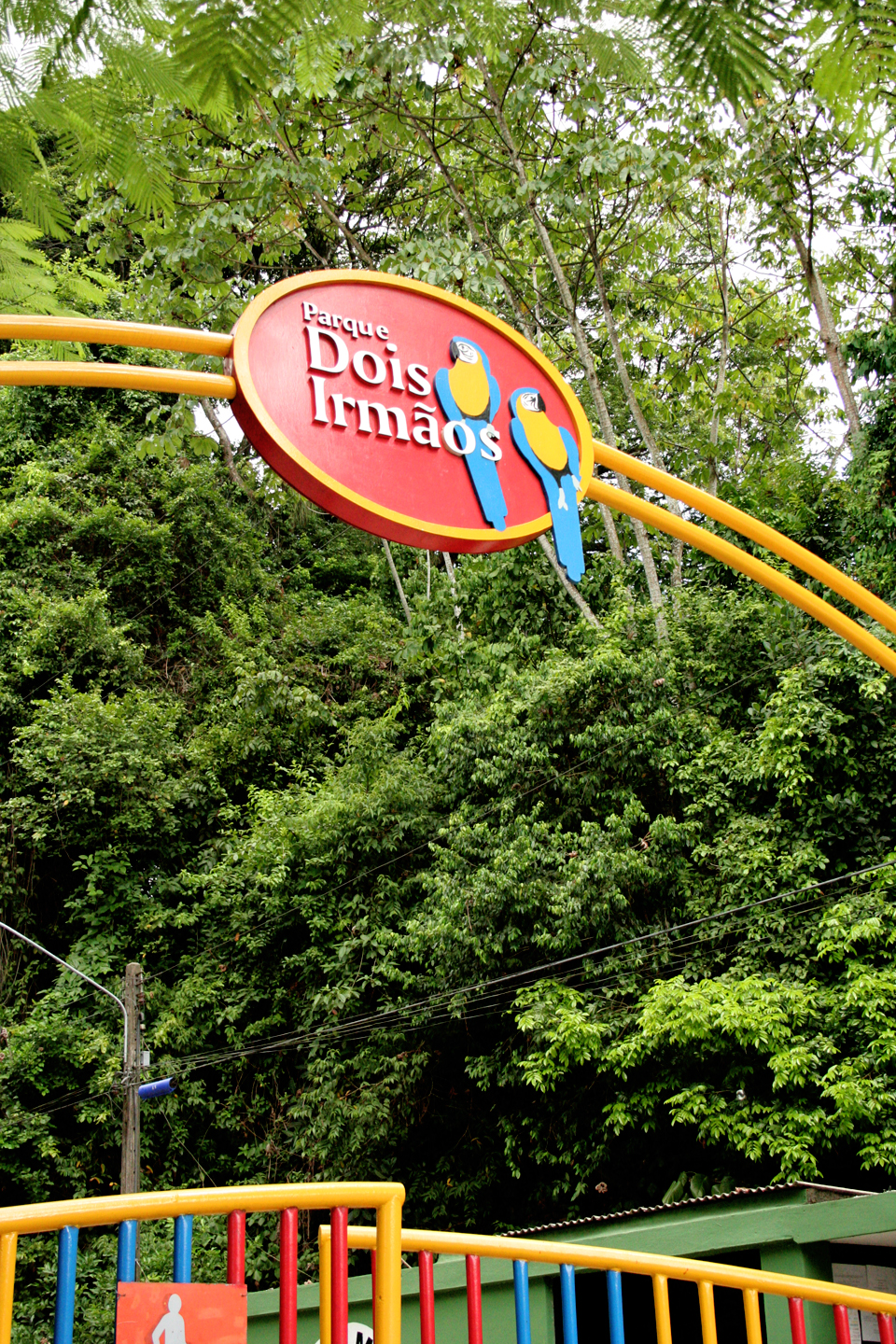
Entrada do Parque Dois Irmãos.

O Parque Estadual de Dois Irmãos (PEDI) é um parque, zoológico e unidade de conservação da mata atlântica, localizado no Recife, capital do estado de Pernambuco. O parque tem uma área de 1158,42 hectares, sendo 14 hectares de jardim zoológico.
A reserva do parque, considerada uma das maiores áreas de Mata Atlântica de Pernambuco, proporciona aos visitantes conhecer o ecossistema, suas plantas e animais nativos, como preguiças, saguis, quatis, capivaras, além de uma enorme variedade de pássaros. O parque possui cerca de 430 animais, entre aves, répteis e mamíferos, sendo mais de 50 integrantes de listas de ameaçados de extinção.
O Parque Estadual de Dois Irmãos representa os zoos do Norte e Nordeste, e se destaca pelos eventos pioneiros e atividades inovadoras nas áreas de educação ambiental e reprodução de animais em cativeiro.
No Parque, o conhecimento da natureza é adquirido através da vivência e do contato direto com os animais, fazendo com que o zoo deixe de ser "vitrine de animais" para se transformar em centro de conservação da natureza.

## História

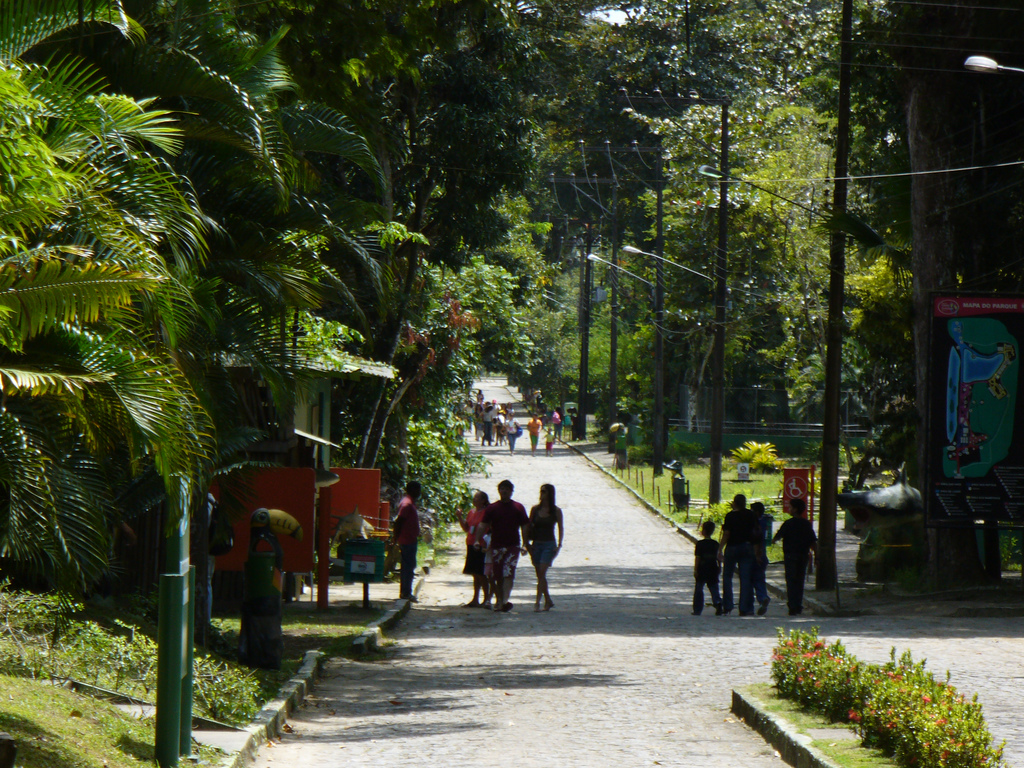
Zoológico do parque.

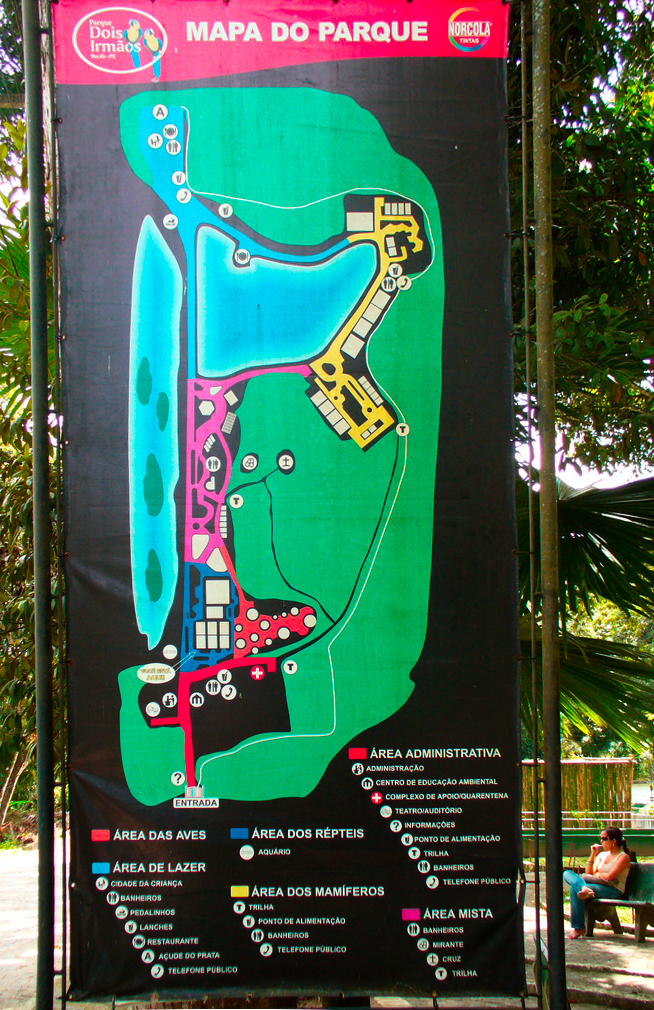
Mapa do parque.

Fundado inicialmente como Horto Florestal de Dois Irmãos em 1916, foi criado no ano de 1939 o Jardim Zoobotânico de Dois Irmãos. Seu primeiro diretor foi Vasconcelos Sobrinho, um professor, engenheiro agrônomo e ecólogo brasileiro. Transformado em Reserva Ecológica pela Lei nº 9.989 de 13 de janeiro de 1989 o jardim passou a denominar-se Parque Dois Irmãos em 1997.

## Características

### Parque e reserva
Como um parque, Dois Irmãos oferece uma variedade de diversões e lazer para adultos e crianças  incentivando o interesse em conservação do ambiente. Um exemplo são desenhos de um elefante, um camelo, um hipopótamo, uma capivara e um macaco, para que as pessoas possam comparar sua altura com a de um desses animais. No fim do parque, entre o fim do zoológico e o começo da reserva ambiental, há um parque para crianças que recria o cenário de uma pequena vila.

### Jardim botânico e zoológico
O PEDI apresenta uma área que circunda todo o parque, onde há uma variedade de plantas: buritis, açais, samambaias, palmeiras, oitis, mangueiras e outras, que acabam inclusive por atrair animais da natureza, não mantidos em cativeiro.